# Parafia Imienia Najświętszej Maryi Panny w Kolanie
Parafia Imienia Najświętszej Maryi Panny w Kolanie – parafia rzymskokatolicka w Kolanie.
Parafia założona w 1921. Obecny kościół parafialny murowany, wybudowany w latach 1858-1860 przez Amelię Łubieńską, konsekrowany w 1861 roku przez biskupa Piotra Pawła Szymańskiego, kościół został rozbudowany w latach 1930-1934.
Do parafii należą wierni z miejscowości: Holendernia, Kalinka, Kolano i Kolano-Kolonia.